# García de Hevia (paroisse civile)
Pour les articles homonymes, voir García et Hevia.
García de Hevia est l'une des trois paroisses civiles de la municipalité de García de Hevia dans l'État de Táchira au Venezuela. Sa capitale est La Fría, chef-lieu de la municipalité.